# Initiative Q
Initiative Q è un tentativo di creare una nuova rete di pagamento e una nuova moneta digitale, attuato dall'imprenditore israeliano Saar Wilf, che aveva già fondato Fraud Sciences, una società che si occupava della sicurezza dei pagamenti poi acquisita da PayPal. Initiative Q è sostenuta dall'economista del Cato Institute Lawrence H. White e lo schema non prevederebbe misure per eludere la regolamentazione statale.
L'obiettivo di Initiative Q è di sostituire le carte di pagamento e la carta moneta che utilizzano la vecchia infrastruttura con un nuovo sistema di pagamento che sfrutta le tecnologie attuali. Si tratta di "creare una nuova valuta (la Q) e distribuirla a chiunque contribuisca ad accelerarne l'adozione". La Q non è una criptovaluta e non è decentralizzata, ma sarà invece supervisionata da un comitato monetario indipendente, proprio come una banca centrale.

## Marketing e implementazione
La registrazione all'Initiative Q è avvenuta tramite il marketing multilivello. La valuta riservata ai dichiaranti non verrà rilasciata fino a quando non si sarà identificata una massa critica di adottanti. Nel novembre 2018, Vox ha riportato che più di due milioni di persone si erano registrate in 180 paesi. Più tardi nello stesso mese, O Globo ha riportato più di cinque milioni di registrazioni e The Times of India ha riferito che i Paesi con il maggior numero di registrazioni erano India, Brasile, Stati Uniti e Regno Unito.

## Critiche
Nell'ottobre 2018, Frank Chung di news.com.au ha scritto che lo stile di marketing poteva essere "percepito come uno scam o uno schema piramidale" e Daniel Huszák di portfolio.hu lo ha paragonato al marketing multilivello senza commissioni. Owen Gough di Digital Spy ha scritto: "L'iniziativa Q è reale o falsa? Risposta breve: non ne abbiamo assolutamente idea".
Al contrario, Brendan Markey-Tower, economista presso l'Università del Queensland, ha detto su Stuff.co.nz nel novembre 2018 che "non era una truffa" e che lo schema non "ti renderebbe favolosamente ricco. È comunque un'idea interessante".
Huszák ha enumerato potenziali problemi con lo schema, come l'assenza di misure di sicurezza chiare, costi di transazione e cambio poco chiari e la possibile manipolazione del mercato da parte dei maggiori detentori di valuta.